# Gruppo per lo sviluppo delle Nazioni Unite
Il Gruppo delle Nazioni Unite per lo sviluppo (in inglese: United Nations Development Group, UNDG) è un consorzio creato da una riforma dell'Organizzazione delle Nazioni Unite, grazie alla quale fu creato dal segretario generale nel 1997 per incrementare l'effettivo grado di sviluppo raggiunto dai paesi membri.
Le sue priorità strategiche sono: rispondere al riesame triennale della politica globale, definire le priorità di sviluppo a livello globale, assicurare che il sistema di sviluppo dell'ONU diventi più focalizzato all'interno e coerente, e che tale gruppo sviluppi e approvi una serie di priorità strategiche per il biennio 2010-2011.
Le priorità strategiche del gruppo indicano la direzione ai membri affinché gli sforzi a livello globale, regionale e nazionale per facilitare un punto di svolta nella qualità e nell'impatto del supporto dell'ONU in ciascun paese". Esso riunisce insieme 32 agenzie e gruppi dell'ONU, più cinque osservatori che lavoro su problemi di sviluppo diversi e/o simili dal Programma delle Nazioni Unite per lo Sviluppo all'OIL.

## Storia
Dal 1997, ci sono inviti all'interno delle Nazioni Unite per progettare insieme le agenzie per lo sviluppo in modo tale da evitare l'invadenza di un'agenzia su materie di competenza di un'altra. Una proposta inizialmente avanzata fu quella di unire tra di loro, tramite un'apposita fusione, l'UNICEF, la FAO e il Fondo delle Nazioni Unite per la Popolazione. Infine il Segretario Generale Kofi Annan avviò la costituzione dell'UNDG e ciò gli valse gli elogi dell'amministratore del Programma delle Nazioni Unite per lo Sviluppo James Speth.

## Membri
Tra gli enti membri abbiamo:
- l'UNICEF
- la FAO
- il Fondo delle Nazioni Unite per la popolazione
- l'OIL
- il Programma delle Nazioni Unite per lo sviluppo
- L'Organizzazione mondiale della sanità
- L'UNESCO
- L'Organizzazione Meteorologica Mondiale
- L'Alto Commissariato delle Nazioni Unite per i Diritti Umani
- il Fondo di Sviluppo delle Nazioni Unite per le Donne
- L'Ufficio delle Nazioni Unite per i Servizi ed i Progetti
- Il Programma delle Nazioni Unite per l'AIDS/HIV
- Il Programma delle Nazioni Unite per gli Insediamenti Umani
- L'Ufficio delle Nazioni Unite per il Controllo della Droga e la Prevenzione del Crimine
- Il Dipartimento per gli affari economici e sociali
- Il Fondo internazionale per lo sviluppo agricolo
- La Conferenza delle Nazioni Unite sul Commercio e lo Sviluppo
- L'Organizzazione delle Nazioni Unite per lo Sviluppo Industriale
- Il Dipartimento dell'informazione pubblica delle Nazioni Unite
- L'alto rappresentante per i paesi in via di sviluppo e le piccole isole in via di sviluppo
- Il rappresentante speciale del Segretario Generale per i bambini ed i conflitti armati
- Il Programma delle Nazioni Unite per l'Ambiente
- L'Alto commissariato delle Nazioni Unite per i rifugiati
- L'Organizzazione Mondiale del Turismo
- L'Unione internazionale delle telecomunicazioni

## Enti Osservatori
Tra gli enti osservatori abbiamo:
- La Banca Mondiale
- Il Fondo delle Nazioni Unite per i Partenariati Internazionali
- L'Ufficio delle Nazioni Unite per gli Affari Umanitari
- Il portavoce del Segretario Generale
- Il Direttore del Segretariato Generale

## Organi

### Presidente
Il Dipartimento per gli affari economici e sociali e l'Assemblea generale delle Nazioni Unite forniscono supervisione e deleghe per il Gruppo per lo sviluppo delle Nazioni Unite. Quest'ultima è supervisionata dalla Commissione Economico-Finanziaria dell'Assemblea Generale (che rappresenta la seconda commissione). Il Gruppo per lo sviluppo delle Nazioni Unite fornisce rapporti come quello di sintesi delle analisi statistiche sul finanziamento delle attività per lo sviluppo all'interno dei paesi dell'ONU per l'anno 2006 e quello del 2007 all'Assemblea Generale.
Il presidente è lo stesso del Programma delle Nazioni Unite per lo Sviluppo, dalla sua fondazione nel 1997 si sono succeduti i seguenti presidenti:
- James Speth (1997–1999)
- Mark Malloch Brown (1999–2005)
- Kemal Derviş (2005–2009)
- Helen Clark (2009-presente)

### Commissione esecutiva
La commissione esecutiva comprende le tre agenzie fondatrici dell'organizzazione: L'UNICEF, il Programma delle Nazioni Unite per lo Sviluppo e L'Alto Commissariato delle Nazioni Unite per i Diritti Umani.

### Gruppo consultivo
Sotto la guida di Kemal Darviş un gruppo consultivo, che fornisce al presidente consulenza e linee guida per gestire le decisioni operative date le dimensioni dell'organizzazione assieme ad coordinatore apposito, fu istituito. Dal 2009, i membri permanenti di tale istituzione sono la FAO, l'OIL, l'UNESCO, l'OMS, l'UNICEF, il Programma delle Nazioni Unite per lo Sviluppo, Fondo delle Nazioni Unite per la Popolazione, l'Alto Commissariato delle Nazioni Unite per i Diritti Umani, il Programma Alimentare Mondiale e l'Organizzazione delle Nazioni Unite per lo Sviluppo Industriale. I membri provvisori vengono cambiati ogni anno tra di essi nel 2009 abbiamo avuto il Programma delle Nazioni Unite per l'AIDS/HIV, il Dipartimento per gli affari economici e sociali e la Commissione europea (quest'ultima in rappresentanza delle 5 commissioni continentali).

### Ufficio di coordinamento dei piani di sviluppo
L'ufficio di coordinamento dei piani di sviluppo (DOCO in inglese) è un componente chiave dell'organizzazione, in quanto promuove il progresso economico-sociale fornendo supporto, favorendo la collaborazione tra i vari organismi dell'ONU e aumentando la qualità dei beni e servizi forniti. In particolare esso opera sui seguenti fattori: fornisce un aiuto nella definizione di piani strategici nazionali e relative priorità, rende più efficienti le operazioni riducendo i costi di transazione per i governi e infine aiuta le persone a raggiungere gli Obiettivi di Sviluppo del Millennio e altri obiettivi fissati a livello internazionale.